# چین در المپیک تابستانی ۲۰۱۲
چین در بازی‌های المپیک تابستانی ۲۰۱۲ که در شهر لندن بریتانیای کبیر برگزار شد، کاروان چین با ۳۹۶ ورزشکار در این رقابت‌ها شرکت کرد و موفق به کسب ۸۸ مدال (۳۸ طلا، ۲۷ نقره، ۲۳ برنز) شد. در جدول رتبه‌بندی توزیع مدال‌ها، چین در ردهٔ ۲ مسابقات قرار گرفت.